# شولمه
شولمه (به زبان کوتی: 𒋗𒌌𒈨) یکی از پادشاهان متأخر کوتیان بود که در دوره افول این سلسله حکمرانی می‌کرد. نام او در فهرست شاهان کوتی و برخی متون اکدی دوره اور سوم ذکر شده است.

## دوران حکومت
بر اساس تحقیقات پیر آمدیه در کتاب Histoire de la Mésopotamie، شولمه در دورانی حکومت می‌کرد که:
- قدرت مرکزی کوتیان به شدت تضعیف شده بود
- شهرهای جنوب بین النهرین به رهبری اوروک در حال شورش بودند
- امپراتوری نوظهور اور سوم در حال قدرت گیری بود[۱]

## شواهد تاریخی
ویلهلم هینتس در مطالعات خود اشاره می‌کند که:
- نام شولمه در یک کتیبه اداری از گیرسو به عنوان شاه کوتیان ذکر شده است
- برخی مهرهای استوانه‌ای از این دوره حاوی نام او هستند
- طول حکومت او در منابع متفاوت ذکر شده (بین ۶ تا ۱۵ سال)[۲]

## روابط خارجی
مطالعات ایگور دیاکونوف نشان می‌دهد که شولمه با چالش‌های زیر روبرو بود:
- فشار فزاینده از سوی اوروک
- شورش‌های محلی در مناطق تحت کنترل
- کاهش نفوذ در شوش و مناطق ایلامی[۳]